# Гошовиці
Гошовиці (пол. Goszowice, нім. Kuschdorf) — село в Польщі, у гміні Пакославиці Ниського повіту Опольського воєводства.
Населення — 680 осіб (2011).

## Демографія
Демографічна структура станом на 31 березня 2011 року:
|          | Загалом | Допрацездатний вік | Працездатний вік | Постпрацездатний вік |
| -------- | ------- | ------------------ | ---------------- | -------------------- |
| Чоловіки | 363     | 64                 | 266              | 33                   |
| Жінки    | 317     | 47                 | 216              | 54                   |
| Разом    | 680     | 111                | 482              | 87                   |